# 베를린 알트라이니켄도르프역
베를린 알트라이니켄도르프역(Bahnhof Berlin Alt-Reinickendorf, 듣기 (도움말·정보))은 베를린 라이니켄도르프구 라이니켄도르프에 위치한 크레멘선의 철도역이다. 베를린 S반 S25 열차가 정차한다. 여객 영업용으로는 승강장의 남쪽 부분만 사용된다. 대합실 건물은 남서쪽에 위치해 있다.

## 역사
크레멘선이 개통된 1893년 10월 1일에 영업했다. 당시의 북부선과 크레멘선이 분기했던 쇤홀츠역의 이름은 쇤홀츠라이니켄도르프(Schönholz-Reinickendorf)역이었기 때문에 개업 당시의 역 이름은 라이니켄도르프 (도르프)(Reinickendorf (Dorf))역이었다. 개통 당시 시설은 단선 철도와 대합실 건물이었다. 1900년에 복선화 공사가 진행됨과 동시에 선로가 제방 위로 올라갔다. 이 과정에서 역무 시설이 승강장 지하 통로로 이전했기 때문에 대합실의 기능이 정지되었다. 1911년에는 부역명이 삭제된 라이니켄도르프역으로 개칭되었다. 1930년 12월 1일부터 S반 운행이 시작되었다.
1980년 서베를린 S반 파업 이후에도 운행이 유지되었고, 1984년 1월 9일 서베를린 BVG에서 영업권을 양도받은 후에 영업이 중단되었다가 1995년 5월 28일에 재개통되었다. S반 영업 운행에 사용되는 남쪽 선로만 전철화되어 있으며, 북쪽 선로는 화물용으로 예약되어 있다. 2015년 말에 엘리베이터가 설치되었다.
보행자 터널의 북쪽으로 추가 출구 건설이 계획되어 있다. 2019년 3월에 독일 연방철도청에서 출구 건설이 승인되었다. 2022년 4월에 착공하여 2023년 초에 완공될 예정이다. 해당 공사는 2017년 말에 완공될 예정이었다.

## 화물역

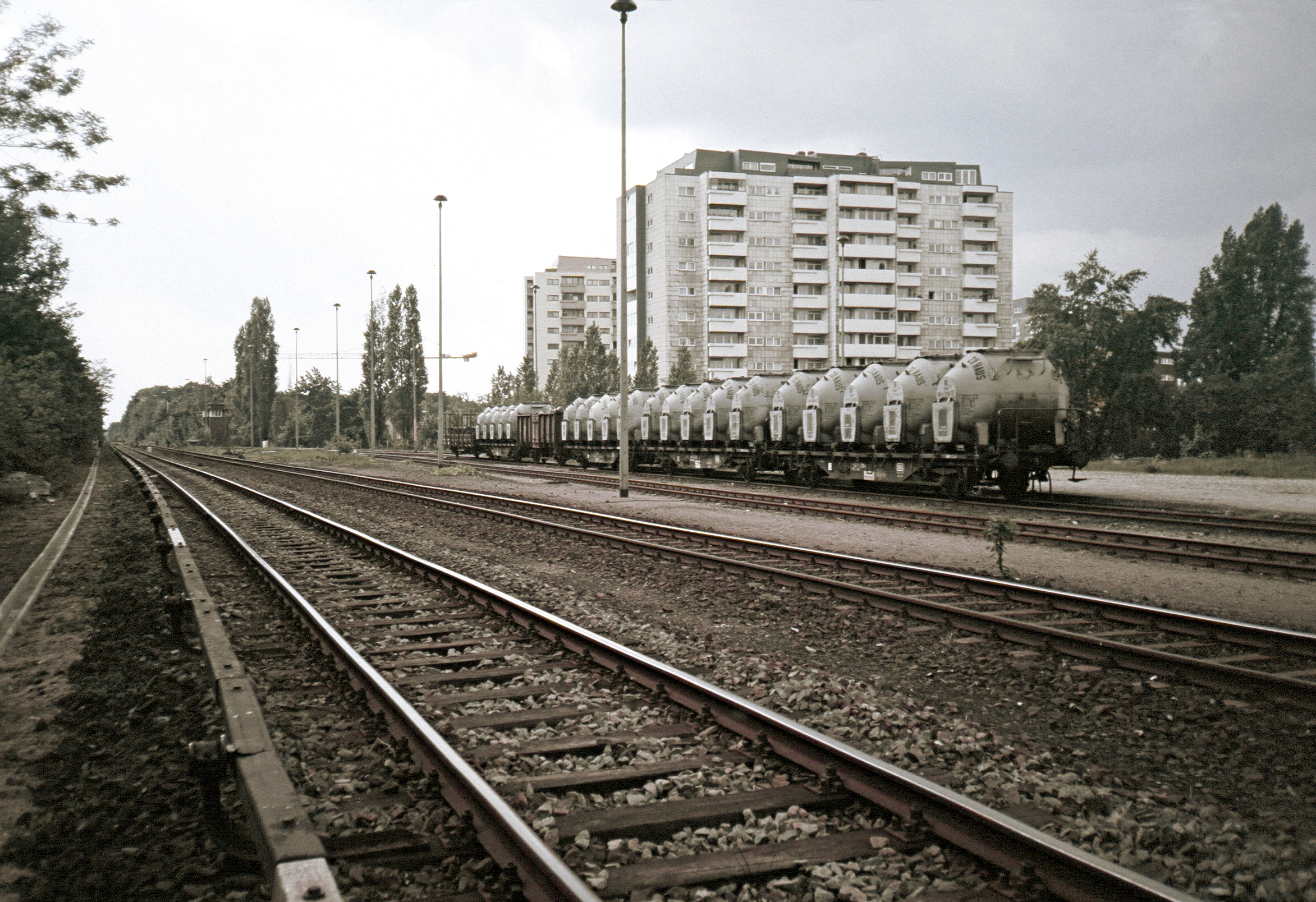
테겔 방향으로 바라본 라이니켄도르프 화물역, 1987년

S반 정거장 서쪽에 라이니켄도르프 화물역이 별도로 설치되어 있으며, S반과 장거리 열차선이 합류한다. 화물역의 선로 중 2선은 전철화되어 있어서 S반 열차의 교행에 사용할 수 있다. 화물역 서쪽으로 테겔역 방면으로 본선이 이어지며, 테겔역까지는 S반과 일반 열차가 공동으로 운행할 수 있는 보안 장치가 설치되어 있다. 미라우슈트라세 공단(Industriegebiet Miraustraße) 방면으로 이어진 연결선 외의 다른 선로는 영업을 중단했다. 화물 야적장은 보존되어 있다.
2012년에 화물역의 기계식 신호소가 운영을 중단했고 계전기식 신호소로 대체되었다. 화물역 동쪽 끝에 있는 Rkd 신호소 건물 옆에 있는 컨테이너에 있으며, 서쪽에 있는 Rwb 신호소는 영업을 중단했다. 신호소 건물은 독일국영철도 시기에 리하르트 브라데만(Richard Brademann)에 의해 설계되었으며, 베를린의 건축유산으로 지정되어 있다.

## 인접 정차역
베를린 버스 노선과 환승할 수 있다.
| 베를린 S반                                   | 베를린 S반 | 베를린 S반              |
| -------------------------------------------- | ---------- | ----------------------- |
| 카를본회퍼네르펜클리니크 헤니히스도르프 방면 | S25        | 쇤홀츠 텔토 슈타트 방면 |

## 참고 문헌
- Bernd Strowitzki (2004). 《S-Bahn Berlin. Geschichte(n) für unterwegs》 (독일어). Berlin: Verlag GVE. ISBN 3-89218-073-3.